# Mozart (vonat)
A Mozart egy nemzetközi gyorsvonat volt, amely Strasbourgon, Stuttgarton és Münchenen keresztül kötötte össze Párizst Béccsel. 1954-ben indult a szolgáltatás, F-Zugként Strasbourg és Salzburg között, majd tíz évvel később meghosszabbították. 1983-ban újra FD-Zuggá minősítették át, majd 1989-ben felvették az EuroCity hálózatába. 2007-ig üzemelt, amikor is az újonnan megnyitott LGV Est TGV-járat váltotta fel. Nevét Wolfgang Amadeus Mozart zeneszerzőről kapta, és számos olyan várost szolgált ki, amelyhez köze volt.

## Útvonal
A kelet felé tartó járat a párizsi Gare de l'Est pályaudvarról indult, és a Párizs–Strasbourg-vasútvonal teljes hosszát bejárta, útközben megállva Nancyban. Strasbourg után a vonat átkel a Rajnán, és ezzel együtt a német határon, majd csatlakozik a Mannheim–Karlsruhe–Bázel nagysebességű vasútvonalhoz, és észak felé, Karlsruhe felé halad. Karlsruhe után a vonat nyugat felé, Stuttgart felé halad - eredetileg Pforzheimen keresztül, de 2002-től észak felé, Bruchsalig, ahol éles kanyarral dél felé csatlakozik a Mannheim–Stuttgart nagysebességű vasútvonalhoz.
Stuttgart Hauptbahnhof fejpályaudvar, így itt a vonat irányt váltott, és a Geislinger Steige-en át nyugatra, München felé haladt, többek között Ulm Hauptbahnhof és Augsburg Hauptbahnhof állomásokat érintve. Münchenben a vonat ismét irányt váltott, és nyugat felé hagyta el a várost, mielőtt egy fordulatot tett volna, hogy csatlakozzon a kelet felé tartó München–Rosenheim-vasútvonalhoz. Miután megállás nélkül áthaladt Rosenheimen, a vonat kelet felé folytatta útját, átlépte az osztrák határt, majd megállt Salzburgban, ahol 2-3 kocsit leválasztottak, hogy közvetlen kocsikként Grazot szolgálják ki. Salzburgból a járat a Westbahn teljes hosszán haladt tovább, és a bécsi Westbahnhof pályaudvarra érkezett.

## Története
A járat 1983-ban indult az új Fernschnellzug-hálózat részeként (264/265-ös számmal), majd 1989-ben EuroCity-járattá vált, a 64-es és 65-ös vonatszámot vette fel. 2002 decemberében a járatot kettéválasztották: az EC 64/65 csak Párizs-München viszonylatban közlekedett, míg a Mozart nevet az EC 68/69-es München-Bécs viszonylat kapta. A Párizs-München vonatot 2007-ben az LGV Est megnyitása után TGV-vel váltották fel, míg a 68/69-es vonatok 2009-ben Railjet szolgáltatássá váltak, és Budapestig közlekedtek tovább. Egyik jelenlegi járat sem visel nevet.

## Gördülőállomány
A vonat élete nagy részében az ÖBB Eurofima személykocsijaiból állt, amelyet időnként DB és SNCF kocsikkal egészítettek ki. A vonat általában 11 kocsiból állt, egy étkezőkocsival. A vonat útja során többször váltott mozdonyt: Franciaországban általában egy SNCF BB 15000 sorozatú mozdony vitte a vonatot, míg a francia-német határon egy DB 181-es többfeszültségű mozdony vitte át. Karlsruhe vagy Stuttgart és München között a DB 103-as, vagy később a DB 101-es vontatta, Münchentől keletre pedig egy osztrák mozdony, az ÖBB 1044-es, vagy később egy ÖBB 1016-os biztosította a szükséges vonóerőt. A Párizs-München járat 2002-től DB Intercity kocsikból állt.